# Řehenice
Řehenice település Csehországban, a Benešovi járásban. Řehenice Kamenice, Velké Popovice, Nespeky, Pyšely és Týnec nad Sázavou településekkel határos. Lakosainak száma 529 fő (2024. január 1.).

## Népesség
A település lakosságának változását az alábbi diagram mutatja:
| Lakosok száma | 833  | 720  | 687  | 474  | 351  | 288  | 427  | 432  | 443  | 529  |
|               | 1869 | 1890 | 1921 | 1950 | 1980 | 2001 | 2017 | 2019 | 2022 | 2024 |